# Tiêu Thục phi
Tiêu Thục phi (chữ Hán: 蕭淑妃, ? - 655), Cựu Đường thư cùng Tân Đường thư chép là Cao Tông Tiêu Lương đệ (高宗蕭良娣) hoặc Lương đệ Tiêu thị (良娣蕭氏) hay Thứ nhân Lương đệ (庶人良娣), là một sủng phi của Đường Cao Tông Lý Trị, vị Hoàng đế thứ ba của triều đại nhà Đường trong lịch sử Trung Quốc.
Trong thời kỳ đầu, Tiêu phi nhận được sự sủng ái vô hạn của Cao Tông, khiến Vương Hoàng hậu đố kị, nên tích cực đưa Tài nhân Võ Mỵ Nương của Đường Thái Tông Lý Thể Dân trở lại Hậu cung. Sau khi Võ thị nhập cung, Tiêu phi cùng Vương Hoàng hậu bị thất sủng, bèn tìm cách cùng nhau lật đổ. Cuối cùng, Tiêu phi cùng Vương hậu bị phế và bị giết một cách dã man.
Cái chết của bà cùng Vương Hoàng hậu trở nên nổi tiếng, là một sự kiện quan trọng trong cuộc đời của Võ hậu được sử sách ghi lại. Tương truyền, Tiêu phi trước khi chết đã nguyền rủa mình sẽ trở thành mèo để ám hại Võ hậu, khiến Võ hậu rất sợ mèo.

## Tiểu sử
Tiêu Thục phi xuất thân không rõ, được gả làm Lương đệ (良娣) cho Đông cung Thái tử Lý Trị lúc bấy giờ. Được Lý Trị chuyên sủng, Tiêu thị sinh ra con đầu lòng là Hoàng nữ Lý Hạ Ngọc (李下玉), về sau phong làm Nghĩa Dương công chúa. Năm Trinh Quán thứ 22 (648), Tiêu thị sinh ra Lý Tố Tiết, và năm thứ 23 (649) tiếp tục sinh ra con gái thứ 2, tức là Cao An công chúa.
Cũng trong năm Trinh Quán thứ 23, tháng 7 (ÂL), Đường Thái Tông băng hà, Thái tử Lý Trị lên ngôi trước linh cữu, sử gọi Đường Cao Tông. Sang năm Vĩnh Huy nguyên niên (650), Cao Tông sách lập Thái tử phi Vương thị làm Hoàng hậu, Lương đệ Tiêu thị làm Thục phi (淑妃), thuộc hành Chánh nhất phẩm, địa vị chỉ sau Hoàng hậu. Con trai của Tiêu Thục phi là Lý Tố Tiết được phong làm Ung vương (雍王). Vương Hoàng hậu không con, nên nhận Hoàng trưởng tử Lý Trung làm con, do đó Lý Trung trở thành Hoàng thái tử. 
Một ngày kia, Cao Tông đi cúng tế cho Tiên đế Thái Tông ở chùa Cảm Nghiệp, gặp lại Võ Mị, một Tài nhân của Tiên đế mà Cao Tông khi còn là Thái tử từng có quan hệ lén lút. Biết chuyện, Vương Hoàng hậu xin Cao Tông cho Võ Mị hồi cung nhằm lợi dụng Võ Mị tranh sủng với Tiêu Thục phi. Vốn còn yêu Võ Mị, Cao Tông đồng ý đón về, sách phong làm Chiêu nghi, thuộc hàng Chánh nhị phẩm, dưới tước Phi. Võ thị đắc sủng, Tiêu Thục phi liền bị ghẻ lạnh. Từ khi có Võ thị hầu cận thì không chỉ Tiêu thục phi thất sủng, mà Hoàng hậu cùng bao phi tần khác đều bị Cao Tông lạnh nhạt. Vương Hoàng hậu từ đó cùng Tiêu Thục phi và Võ Chiêu nghi tranh sủng lẫn nhau.

## Giam lỏng và bị giết
Năm Vĩnh Huy thứ 6 (655), ngày 13 tháng 10 (tức ngày 27 tháng 11 dương lịch), Đường Cao Tông lấy tội danh [Âm mưu hạ độc; 阴谋下毒], ra chiếu chỉ phế Vương Hoàng hậu và Tiêu Thục phi làm thứ nhân, giam ở ngục tối, người nhà của Vương thị và Tiêu thị đều bị đày ở Lĩnh Nam. Chưa hết, người theo phe của Võ thị là Hứa Kính Tông còn dâng sớ, nói cha của Vương thị là Nhân Hữu không công không lao, không nên có tước vị cao quý, Cao Tông bèn ra chỉ tước đoạt hết tước hiệu của Vương Nhân Hữu. Cao Tông nghe theo Võ thị, cho đổi họ của Vương thị thành [Mãng, 蟒] và Tiêu thị là [Kiêu, 梟].
Không lâu sau, Cao Tông vì niệm tình xưa nên lén vào ngục thăm Vương thị và Tiêu thị xem thế nào. Nhìn thấy hai người tàn tạ khổ sở, Cao Tông đau xót gọi:「"Hoàng hậu và Thục phi ở nơi nào? Có khỏe không?!"」. Tiêu phi đáp:「"Bọn thiếp bị phế, đâu còn là hậu phi của hoàng thượng nữa?"」. Biết Cao Tông vẫn chưa tuyệt tình, Tiêu phi van nài:「"Xin người niệm tình, còn nhớ lại chúng thiếp, đổi tên nơi này thành 『Hồi Tâm viện』, chúng thiếp đã đội ân"」. Cao Tông xúc động hứa sẽ lo liệu, Võ hậu biết chuyện, nổi giận sai người đến đánh họ 100 roi. Đánh xong, Võ hậu ra lệnh chặt hết tay chân rồi ngâm họ vào chum rượu, nói:「"Cho hai ả biết thế nào là rượu ngấm tận xương"」. Điển tích này về sau gọi là Cốt túy (骨醉). Sau vài ngày chịu đựng, cả hai qua đời. Tương truyền, khi Vương thị bị giết, đã chỉnh tề bái vọng Cao Tông để từ biệt, nói rằng:「"Bệ hạ vạn tuế! Chiêu nghi Võ thị thừa hoan ân sủng, thiếp hẳn phải chết không còn nghi ngờ gì nữa!"」. Tiêu thị thì quát mắng to:「"Võ thị hồ ly! Mê hoặc thánh chủ, hãm hại ta thê thảm thế này! Ta khi chết phải hóa thành mèo, nhảy vào cắn đứt cổ họng của nhà ngươi mới hả dạ!"」. Từ đó, Võ hậu sai cung nhân đuổi đi và không cho nuôi mèo nữa.  
Sau đó nhiều năm, Võ hậu thường mơ thấy Vương thị và Tiêu thị hiện hồn về, lữ thữ như quỷ dữ, bèn phải mời thầy Vu cổ giải, cũng chuyển đến Bồng Lai cung ở Đông Đô Lạc Dương mà sống, không về Trường An nữa. Đến đời Đường Trung Tông Lý Hiển lên ngôi lần thứ hai, sau khi Võ Tắc Thiên qua đời, họ tên của Vương thị và Tiêu thị được nghị định phục hồi như cũ, gia tộc của cả hai cũng được tha bổng. Nhưng cả hai cũng không khôi phục vị hiệu.

## Hậu duệ
Tiêu Thục phi sinh hạ cho Đường Cao Tông Lý Trị gồm 2 hoàng nữ và 1 hoàng tử, bao gồm:
1. Kim Thành Trưởng công chúa (金城长公主, ? - 691), sinh khoảng năm 643 đến năm 646, tên thật là Lý Hạ Ngọc (李下玉), hoàng trưởng nữ của Đường Cao Tông, sơ phong Nghĩa Dương công chúa (義陽公主). Sau khi Tiêu thị chết, công chúa bị Võ hậu giam vào lãnh cung, không cho xuất giá. Sau nhờ em trai cùng cha khác mẹ là Thái tử Lý Hoằng can thiệp, bà đã được Võ hậu ban hôn cho Dực quân Quyền Nghị (权毅). Sau khi thành hôn, Quyền Nghị dần dần làm đến Viên Châu Thứ sử, Giám Môn Vệ tướng quân. Năm 691, Quyền Nghị tham gia chính biến lật đổ Võ hậu, bị giết, công chúa đau lòng mà chết không lâu sau đó. Năm 705, Đường Trung Tông truy tặng công chúa làm Kim Thành Trưởng công chúa, cùng chồng bồi táng ở Càn lăng.
2. Hoàng tứ tử Lý Tố Tiết [李素节, 648 - 690], khi sinh ra thanh tú, được Cao Tông yêu mến. Lúc đến tuổi, được Từ Tề Đam (徐齐聃) giảng dạy, nhanh chóng lòng thuộc thi sách. Năm 650, được phong làm Ung vương (雍王), sang 656 đổi làm Tuân vương (郇王). Năm 676, giáng làm Bà Dương quận vương (鄱阳郡王), sang năm 681 thăng làm Cát vương (葛王). Năm 684, đổi làm Hứa vương (许王), giữ chức Long Châu thứ sử. Năm 690, ông bị Võ hậu bức tử, táng theo lễ của thứ nhân[8]. Sang thời Đường Trung Tông được truy tôn làm Hứa vương (許王).
3. Cao An công chúa (高安公主, 649 - 714), hoàng thứ nữ của Đường Cao Tông, sơ phong là Tuyên Thành công chúa (宣城公主). Sau khi Tiêu thị chết, công chúa cùng chị là Nghĩa Dương công chúa bị Võ hậu giam vào lãnh cung, không cho xuất giá. Sau nhờ Lý Hoằng can thiệp, công chúa cùng chị đã được Võ hậu ban hôn, công chúa hạ giá lấy Vương Úc (王勖). Năm 691, Vương Úc tham dự chính biến phản đối Võ hậu, bị giết hại, công chúa bị Võ hậu cấm túc. Năm 705, Võ hậu thoái vị, công chúa được Đường Trung Tông thả ra, ban cho thực ấp và lập phủ riêng. Đến đời Đường Duệ Tông, cải phong thành Cao An công chúa. Bà qua đời dưới thời Đường Huyền Tông, được cải táng trong Càn lăng. Sinh hạ được 3 người con trai, đều làm quan trong triều.